# Metallwerk Oscar Weil
Das Metallwerk Oscar Weil ist ein traditionsreicher Betrieb aus Lahr/Schwarzwald, der unter anderem durch den Markennamen abrazo bekannt ist.

## Geschichte

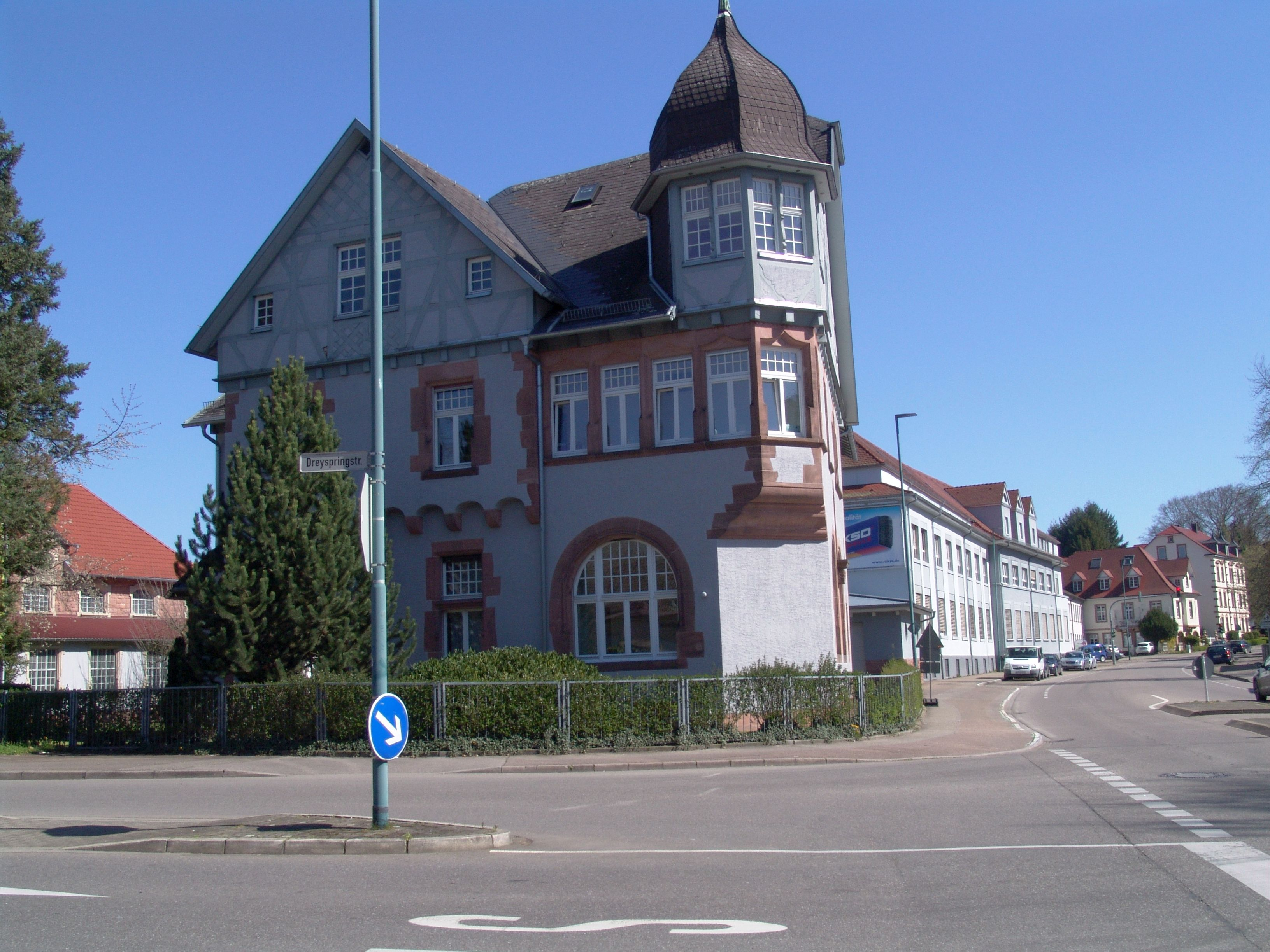
Oscar Weil GmbH

Die Anfänge des Betriebs gehen auf eine Eisen- und Lederwarenhandlung zurück, die zwei Brüder der jüdischen Familie Weil in Allmannsweier gegründet hatten. 1884 wurde eine Zweigstelle in Lahr eingerichtet. Nachdem einer der Brüder, Oscar Weil (1860–1926) auf seinen Reisen durch Europa die Bedeutung von Stahlspänen vor allem zur Pflege von Holzfußböden erkannt hatte, nahm er 1899 mit fünf Arbeitern die Herstellung dieses Produkts auf. 1901 waren bereits 12 und 1914 30 Mitarbeiter beschäftigt. 1910 wurde auch ein neues Betriebsgebäude in der Tramplerstraße bezogen. 1926 wurde der Betrieb von Hugo Weil (1893–1945), dem Sohn Oscar Weils übernommen, der ab 1931 auch Stahlwolle produzierte und 1937 einen Erweiterungsbau errichtete.
1938 wurde die „Arisierung“ des Betriebs, der damals 150 Mitarbeiter hatte, eingeleitet und Ende 1939 wechselte dieser den Besitzer. Neuer Eigentümer wurde der badische NSDAP-Gauwirtschaftsberater Clemens Kentrup, Direktor im Aluminiumwerk Tscheulin in Teningen. Kentrup war mit der Tochter von Emil Tscheulin verheiratet. Kentrup hat als Gauwirtschaftsberater von Baden die Arisierung kleiner und mittlerer Betriebe wesentlich vorangetrieben, die dann vom Präsidenten der Industrie- und Handelskammer bestätigt werden mussten. Präsident der zuständigen IHK war zu dieser Zeit Kentrups Schwiegervater Emil Tscheulin, der die Übernahme des Metallwerks Oscar Weil durch Kentrup vermutlich auch finanziert hat.
Hugo Weil emigrierte nach England und starb dort im Januar 1945. Im selben Jahr übernahm Iselore Prinz (* 1919), die Tochter von Hugo Weil die Leitung des wieder in Familienbesitz übergegangenen Betriebs zunächst mit 25 Mitarbeitern und leitete diesen bis 1970. 1955 hatte der Betrieb bereits 100 Beschäftigte. Das Metallwerk ist noch heute im Familienbesitz und ist einer der führenden Unternehmen im Bereich Stahlspäne, Stahlwolle und ähnlichen Produkten.